# Delia lamellisetoides
Delia lamellisetoides är en tvåvingeart som först beskrevs av Hsue 1981.  Delia lamellisetoides ingår i släktet Delia och familjen blomsterflugor. Inga underarter finns listade i Catalogue of Life.